# Heterolocha varians
Heterolocha varians är en fjärilsart som beskrevs av Swinhoe 1891. Heterolocha varians ingår i släktet Heterolocha och familjen mätare. Inga underarter finns listade i Catalogue of Life.